# بخش اپانزل
بخش اپانزل یکی از بخشهای اپانزل اینرودان  در کشور سوئیس است.

## نگارخانه

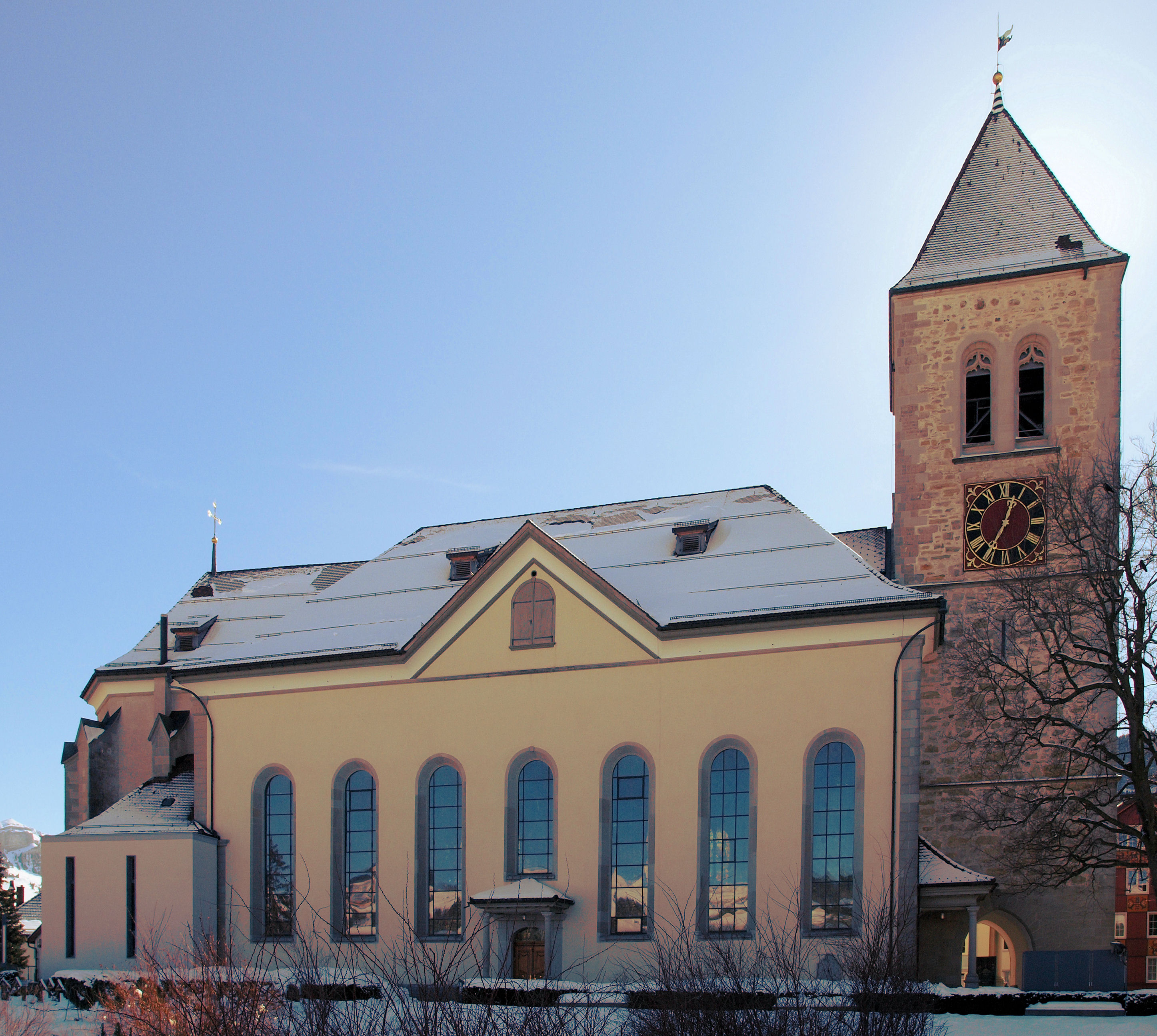
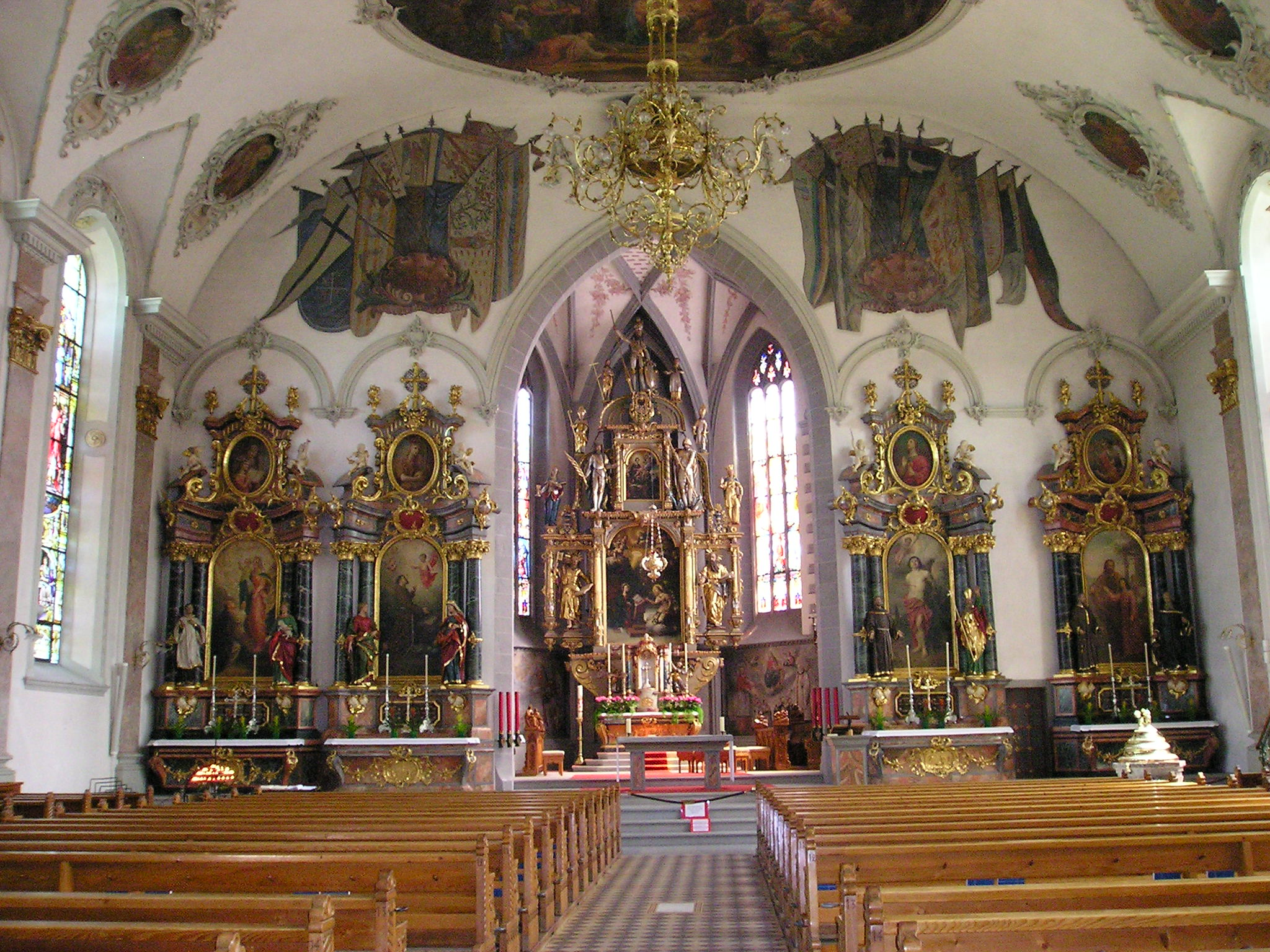
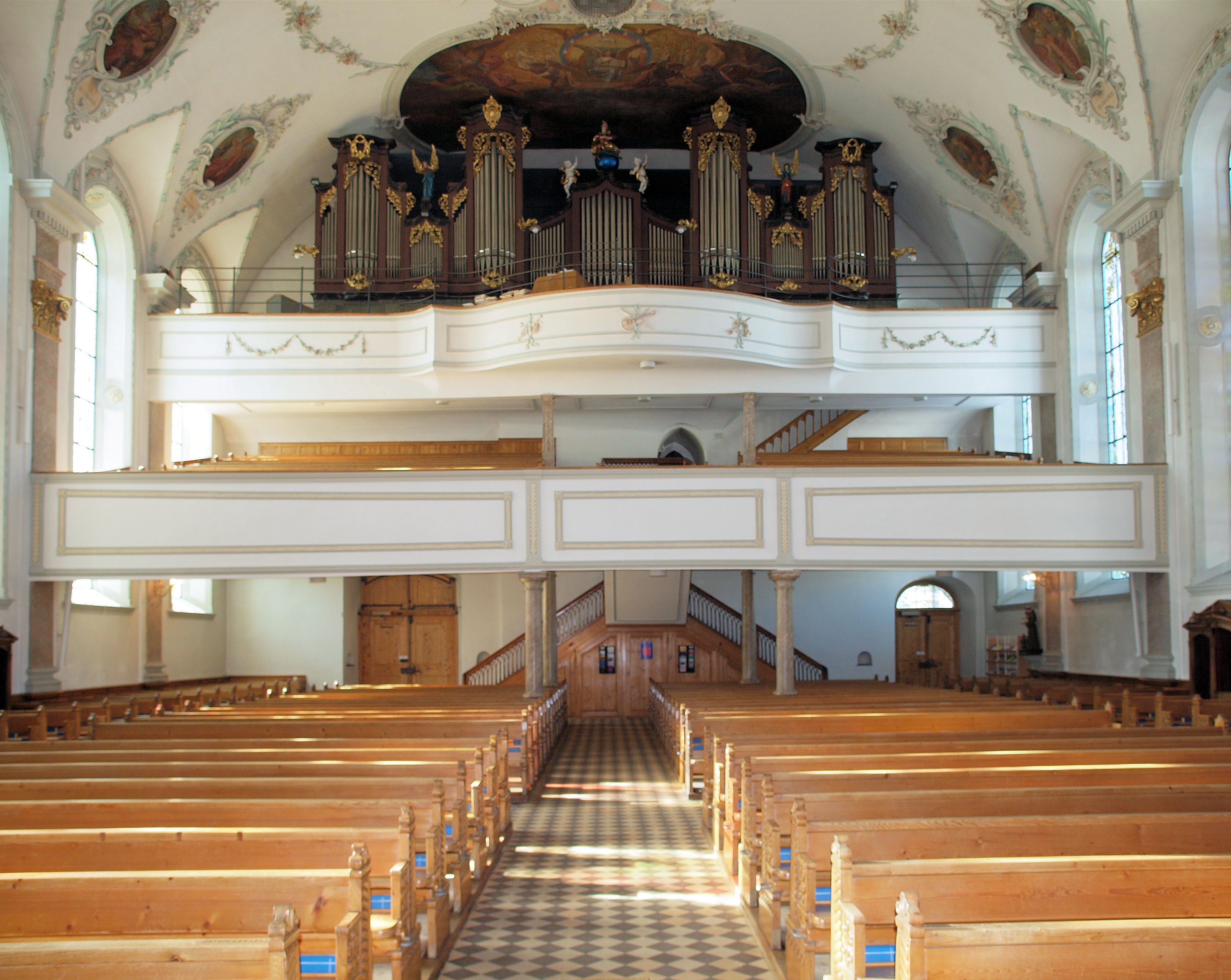
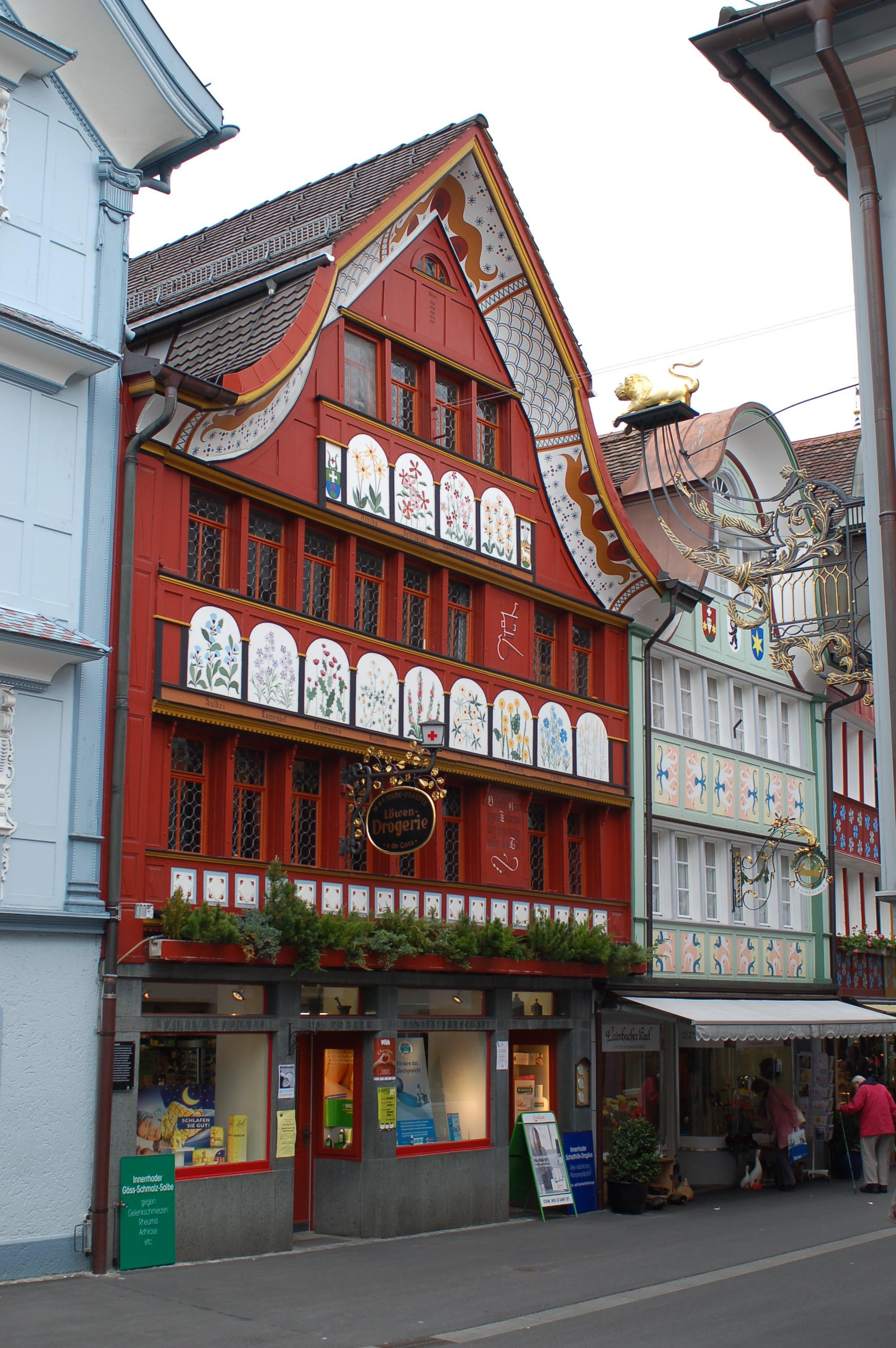